# Йорданка Благоева
Йорданка Благоева Иванова е българска състезателка по лека атлетика в дисциплината висок скок и спортна деятелка.
Носителка е на сребърен и бронзов олимпийски медали от олимпийските игри през 1972 и през 1976 г., европейска шампионка е в зала през 1972 г., първата българска състезателка, поставила световен рекорд в леката атлетика.

## Биография
Благоева е родена в с. Горно Церовене, Михайловградско на 19 януари 1947 г. Учи в ОУ „Отец Паисий“ в родното си село (1953 – 1960). Завършва средно образование в СПУ „Христо Михайлов“, Михайловград (1964) и висше във ВИФ през 1969 г. Защитава дисертация и придобива научна степен „доктор на педагогическите науки“ от Научния институт за физическа култура и спорт в Москва през 1984 г.

### В леката атлетика
От 1964 до 1973 г. работи като инструктор по лека атлетика в Монтана. Състезателка е на „Септемврийска слава“ в Михайловград (сега Монтана), а после – на „Левски-Спартак“ (София). Става световна студентска шампионка през 1965 г. Участва в 4 летни олимпийски игри: през 1968, 1972, 1976 и 1980 г. 
Печели сребърния медал във високия скок на Олимпиадата в Мюнхен през 1972 г., като летвата пада 17 секунди след последния ѝ опит. 20 дни по-късно подобрява световния рекорд, скачайки 194 см и става първата българка, подобрила световен рекорд в леката атлетика. През 1974 г. подобрява и рекорда в зала, скачайки 192 см на Европейското първенство по лека атлетика в зала в Ротердам. Печели бронзов олимпийски медал на Олимпиадата в Монреал през 1976 г.

### Спортна деятелка
От 1991 г. Благоева е главен секретар на Съюза по аеробика в България, после е негов председател от 1999 г. Член е на Изпълнителното бюро на БСФС (1992 – 1997). Заместник-председател е на Конфедерацията на българските спортни федерации (1995 – 1998). Член е на Изпълнителното бюро на Българския олимпийски комитет (БОК) от 1995 г., на Изпълнителното бюро на СК „Левски“ от 1998 г., на Експертната комисия към дирекция „Спорт“ на ДАМС от 2008 г.

### Награди и отличия
Благоева е носителка на много награди и отличия, сред които орден „Народна република България“ I степен (1972), Медал за принос към световната лека атлетика (1987), „Златен почетен знак“ на БОК, званието „Почетен гражданин“ на Монтана и на София, почетен знак на президента и на МВР.